# Ernteameisen

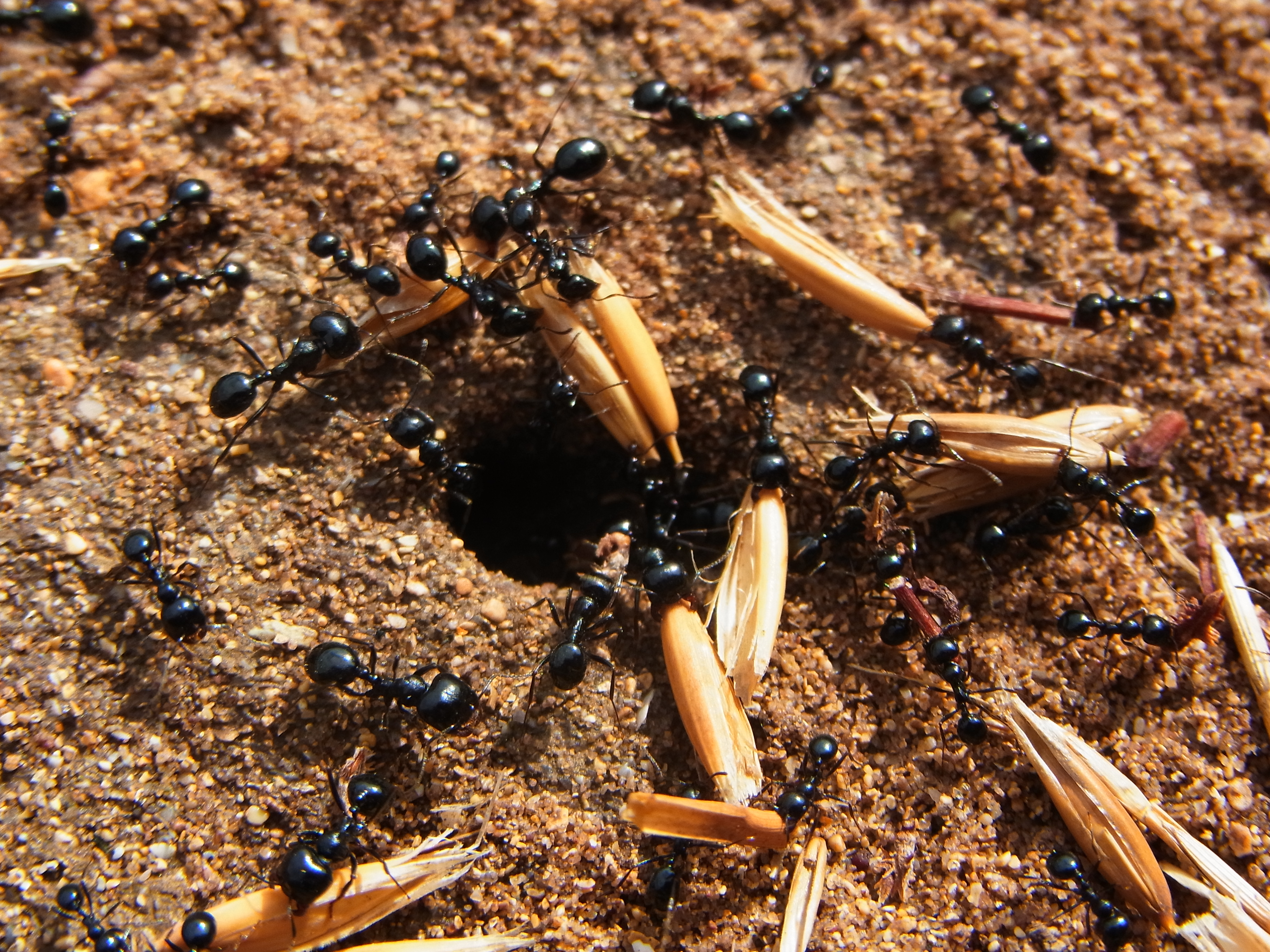
Ameisen der Gattung Messor tragen Getreidekörner in ihren Bau ein

Unter den Begriff Ernteameisen fallen Arten aus der Familie der Ameisen (Formicidae), die sich hauptsächlich von Samen verschiedener Pflanzen ernähren (Granivorie). Ernteameisen können unterirdische Speisekammern anlegen, so dass sie auch eine Dürre- oder Frostperiode überleben können. Mittels eines speziellen Sekrets hindern sie die Samen am Keimen, so dass Ernteameisen nicht entscheidend zur Verbreitung der betroffenen Pflanzen beitragen, auch wenn sie manchmal einige Samen verlieren.
Ameisen, die für die Verbreitung von myrmekochoren Pflanzen mitverantwortlich sind, bezeichnet man nicht als Ernteameisen.
Ernteameisen kommen in verschiedenen Unterfamilien und Gattungen vor, bekannte Vertreter sind in den folgenden Gattungen zu finden:
- Messor (über 100 Arten)
- Pheidole (über 1000 Arten)
- Pogonomyrmex (etwa 60 Arten)